# Ночето
Ночето (итал. Noceto) је насеље у Италији у округу Парма, региону Емилија-Ромања.
Према процени из 2011. у насељу је живело 8076 становника. Насеље се налази на надморској висини од 77 м.

## Становништво
Према резултатима пописа становништва 2011. у општини је живело 12.705 становника.
| 1951.  | 1961. | 1971. | 1981. | 1991.  | 2001.  | 2011.  |
| ------ | ----- | ----- | ----- | ------ | ------ | ------ |
| 10.532 | 9.488 | 9.002 | 9.444 | 10.128 | 10.631 | 12.705 |